# Danny Alexander

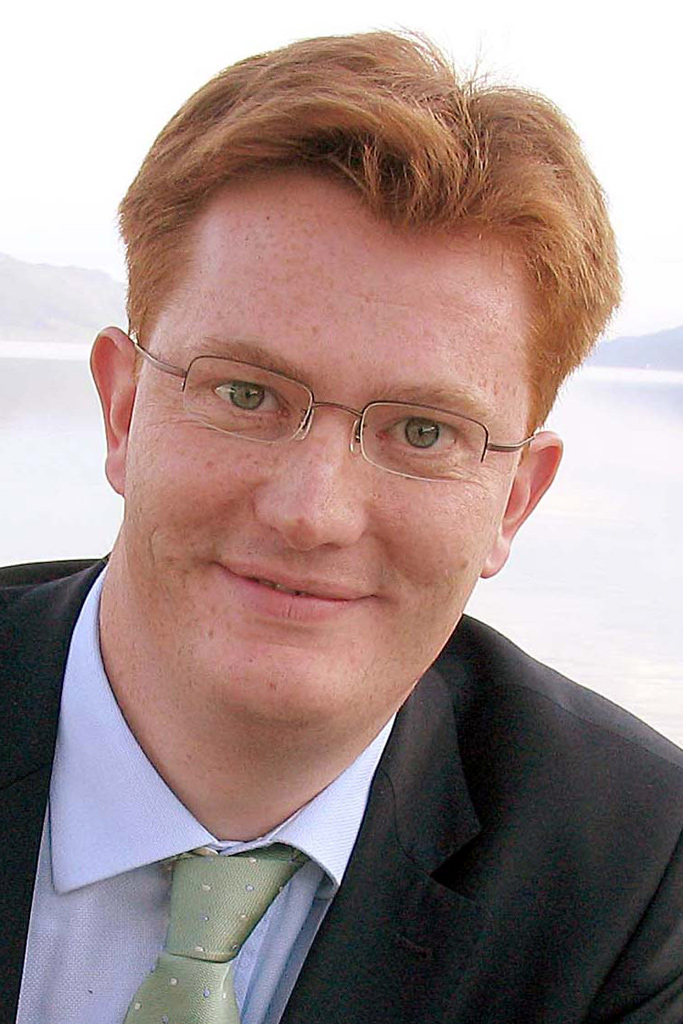
Danny Alexander

Daniel Grian ”Danny” Alexander, född 15 maj 1972 i Edinburgh, är en brittisk liberaldemokratisk politiker. Han var biträdande finansminister i regeringen Cameron 29 maj 2010 till 11 maj 2015. Han var minister för Skottland från 12 maj till 29 maj 2010. Alexander var ledamot av brittiska underhuset från 2005 till 2015, för valkretsen Inverness, Nairn, Badenoch and Strathspey.